# Lepitucha
Lepitucha, (Lepietucha) - niewielka rzeka w dorzeczu Bugu, lewobrzeżny dopływ Uherki. Źródło rzeki znajduje się we wsi Władysławów niedaleko Chełma i kieruje się na wschód, przepływając przez Chylin. Po wypłynięciu z Chylina wpływa na teren Rezerwatu przyrody Bachus. W rezerwacie tym zmienia kierunek na południowo-wschodni i wpływa do Sawina. W centrum Sawina przyjmuje dwa główne dopływy, będące rowami melioracyjnymi o nazwach: Nagórnik i Pomiary. Po przyjęciu Nagórnika przepływa pod drogą wojewódzką nr 812 i kilka kilometrów dalej wpływa do Uherki.

## Miejscowości nad Lepietuchą
- Władysławów
- Chylin
- Chylin Wielki
- Bachus
- Sawin